# ロザ・モタ
ロザ・モタ（Rosa Maria Correia dos Santos Mota, GCIH　1958年6月29日 - ）は、ポルトガル出身の元女子マラソン選手。日本ではかつては「ロサ・モタ」と表記されていたが、近年はロザ・モタと表記するのが一般的である。

## 経歴
女子マラソンが正式種目となった1984年ロサンゼルスオリンピック前には、それまで彼女の自己記録が2時間30分台でメダル候補に名前も挙がらなかった。しかしロサンゼルス五輪の女子マラソン本番では、イングリッド・クリスチャンセン（ ノルウェー）との3位争いを制し、金メダルのジョーン・ベノイト（ アメリカ合衆国）、銀メダルのグレテ・ワイツ（ ノルウェー）に続いて、銅メダルを獲得。さらに自己記録を大きく更新する2時間26分57秒をマークし、一躍世界のトップランナーの仲間入りを果たした。
翌1985年のシカゴマラソンでは、優勝のジョーン・ベノイト、2位のクリスチャンセンに次ぐ、2時間23分29秒のゴールタイムで3位に入る。これが彼女の生涯の自己ベスト記録となった。
1987年の世界陸上ローマ大会女子マラソンでは、2位以下に7分の大差をつける圧倒的な強さで、2時間25分17秒のタイムで優勝した。そして、迎えた翌1988年ソウルオリンピックでも、銀メダルのリサ・マーチン（ オーストラリア）や銅メダルのカトリン・ドーレ（ ドイツ、当時 東ドイツ）らを下して、2時間25分40秒のタイムで念願の五輪金メダルを獲得する。マラソン選手としては男女通じて史上初めて世界選手権・オリンピックの2冠を達成、さらに女子マラソンの種目でロス五輪に続く初のオリンピック2大会連続メダリストとなった。
日本のマラソン大会には、東京国際女子マラソン・大阪国際女子マラソンに出場し、東京は1986年、大阪は1990年に優勝を果たしている。実力世界ナンバーワンといえる女子マラソン選手で、日本のマラソン大会に出場したのは事実上彼女が最初といってよい。
その後も1991年の世界陸上東京大会女子マラソンにも出場し、世界陸上選手権で2連覇を目指したが、体調不良により途中棄権に終わった。翌1992年、母国ポルトガルの隣国・スペインで開催される1992年バルセロナオリンピックにも女子マラソンでの出場を目指していたが、体調が万全で臨めない為に断念。その後は復活を果たすことなく、第一線から現役引退となった。
コーチのペドローザとは、事実上の夫婦関係にあった（正式に結婚していなかったのは、カトリック国家であるポルトガルでの厳しい家族観が原因といわれる）。また、母国ポルトガルの陸上競技連盟とはしばしば軋轢があった。その反面、レース中に笑顔を絶やさないことでも知られ、日本からもファンが多く、また有森裕子（ 日本）は尊敬するランナーの一人にあげていた。
1995年9月に行われた総選挙に社会党（PS）から出馬して当選を果たし、ポルトガル共和国議会の議員を2期務めた。
2009年9-10月、コペンハーゲンで行われた国際オリンピック委員会(IOC)総会で、2016年夏季五輪東京招致委員会のアスリートメンバーとして東京への招致を呼び掛けた。

## 関連書籍
- 『ロザ・モタ　ソウル五輪マラソンの女王』（武田薫著、ランナーズ、1989/5、ISBN 978-4947537270）